# America: Imagine the World Without Her
America: Imagine the World Without Her is een Amerikaanse politieke documentaire uit 2014 geregisseerd door Dinesh D'Souza, die gelijktijdig met de film ook een boek met dezelfde titel uitbracht.

## Ontvangst
De film kreeg slechte recensies. De film wel een winst op in de bioscopen hoewel de film minder opleverde als D'Souza's vorige film 2016: Obama's America